# 小行星19912
小行星19912（19912 Aurapenenta）是一颗绕太阳运转的小行星，为主小行星带小行星。该小行星于1955年9月19日发现。

## 轨道参数
小行星19912的轨道半长轴为355 786 843 km，2.3782543 UA，离心率为0.254。